# Älvdalski jezik
Älvdalski ili övdalski (älvdalski: övdalsk ili övdalską, švedski: älvdalska) sjevernogermanski je jezik kojim govori oko 3000 ljudi koji žive ili su odrasli u mjestu Älvdalen (älvdalski: Övdaln) koje se nalazi u jugoistočnom dijelu općine Älvdalen u sjevernoj Dalarni u Švedskoj.
Poput svih suvremenih sjevernogermanskih jezika älvdalski vuče korijene iz staronordijskoga jezika, sjevernogermanskoga jezika kojim je govorilo stanovništvo Skandinavije i skandinavskih prekomorskih naselja tijekom vikinškog doba do oko kraja 13. stoljeća. Älvdalski se od srednjeg vijeka razvijao relativno izoliran te se smatra da je ostao bliži staronordijskome od ostalih dalskih dijalekata.
Službeno se naziva lokalnom govornom varijantom (švedski: mål) švedskoga jezika, no bliži je zapadnoskandinavskim govorima te se po kriteriju međusobne razumljivosti smatra zasebnim jezikom od švedskoga. Većina izvornih govornika älvdalskoga međutim, dvojezična je i govore švedski jednako tečno kao izvorni govornici zbog obrazovnog sustava u kojem se nastava provodi na švedskome jeziku.

## Klasifikacija
Älvdalski pripada sjevernoj grani dalekarlijskih dijalekata koji su se odvojili od staronordijskog oko 8. ili 9. stoljeća otprilike u isto doba kada se staronordijski podijelio na zapadni i istočni. Älvdalski se, kao i ostali dalekarlijski govori, tradicionalno ubraja pod istočnoskandinavske jezike zajedno s danskim i švedskim zbog zajedničkih obilježja. Lars Levander tvrdi da je nekolicina zapadnoskandinavskih obilježja u älvdalskomu bila prisutna u mnoštvu skandinavskih dijalekata te da su ih također zadržali drugi konzervativni govori i zapadno- i istočnoskandinavskih jezika, ali neki se, poput Kroonena, ne slažu.

## Obilježja

### Arhaizmi
- nedostatak produljenih slogova
- očuvani zvučni frikativi /ð/, /ɣ/ i /β/
- očuvani nominativ, akuzativ i dativ
- očuvani protogermanski, protonordijski i staronordijski nazalnih samoglasnici
- očuvani pragermanski zvučni labiovelarni aproksimant /w/: wattn ('voda'), will ('želi'), wet ('zna')
  - usporedi engleski water, will, wit sa standardnim švedskim vatten, vill, vet
- očuvane suglasničke skupine /ld/, /nd/, /mb/, /rg/, /gd/ i /ng/ (s čujnim [ɡ])
  - npr. ungg ('mlad'), kweld ('večer'), warg ('vuk') i lamb ('janje') od staronordijskog ungʀ, kveld, vargʀ (oba s /w/ prikazanim kao <v>) i lamb.

### Inovacije i jedinstveni razvoj
- češća asimilacija predstaronordijskih mp, nt i nk u pp, tt i kk, kao i u zapadnoskandinavskim dijalektima
- promjena a u opred predstaronordijskim nk (ali ne kk)
- promjena staronordijskih ei, ey i au u ie, ä i o
- diftongizacija staronordijskih dugih visokih samoglasnika í, ý, ú u završne diftonge ai, åy, au i dugih zaobljenih srednjih samoglasnika ó, œ u početne diftonge uo, yö
- vokalna harmonija (prisutna i u drugim dijalektima središnje Skandinavije)
- gubitak početnog h: usporediti älvdalski ovd. aus sa švedskim sv. hus (ili engleski house) i älvdalski ovd. imil sa švedskim sv. himmel.

## Pisma
Germanske rune u Älvdalenu su preživjele dulje no igdje drugdje, a zadnja se uporaba datira u 1929. godinu. Älvdalske su rune varijanta dalekarlijskih i jedinstvene području Älvdalena.
Posljedicom velikih razlika u fonologiji švedskoga i älvdalskoga uporaba švedskoga pravopisa u zapisivanju älvdalskoga jezika dovela je do nepredvidivih uparenja fonema i grafema te raznolikosti u implementaciji. Primjeri takve uporabe mogu se pronaći u drami Andreasa Johannisa Prytza En lustigh comoedia om konung Gustaf then Första („Šaljiva komedija o kralju Gustavu prvome”) iz 1622. godine te u materijalima u časopisu Skansvakten.
Prvi pokušaj stvaranja zasebnoga älvdalskoga pravopisa bio je Bengta Åkerberga u 1999. godini. Åkerbergov je fonetski pravopis, temeljen na dijalektu Loka, upotrebljen u nekim knjigama i nastavi jezika.

### Råðdjärumovpravopis
U ožujku 2005. godine Råðdjärum, Odbor za älvdalski jezik, predstavio je jednolik standardan pravopis älvdalskoga jezika kojeg je Ulum Dalska, organizacija za očuvanje älvdalskoga, prihvatila. Upotrebljen je u knjizi Trair byönner frą̊ Övdalim („Tri medvjeda iz Älvdalena”) Björna Rehnströma objavljenoj 2007. godine. Također je upotrebljen u prijevodu Malog princa na älvdalski, Lisslprinsn Boa Westlinga.

### Älvdalska abeceda
| Abeceda älvdalskoga jezika | Abeceda älvdalskoga jezika | Abeceda älvdalskoga jezika | Abeceda älvdalskoga jezika | Abeceda älvdalskoga jezika | Abeceda älvdalskoga jezika | Abeceda älvdalskoga jezika | Abeceda älvdalskoga jezika | Abeceda älvdalskoga jezika | Abeceda älvdalskoga jezika | Abeceda älvdalskoga jezika | Abeceda älvdalskoga jezika | Abeceda älvdalskoga jezika | Abeceda älvdalskoga jezika | Abeceda älvdalskoga jezika | Abeceda älvdalskoga jezika | Abeceda älvdalskoga jezika | Abeceda älvdalskoga jezika | Abeceda älvdalskoga jezika | Abeceda älvdalskoga jezika | Abeceda älvdalskoga jezika | Abeceda älvdalskoga jezika | Abeceda älvdalskoga jezika | Abeceda älvdalskoga jezika | Abeceda älvdalskoga jezika | Abeceda älvdalskoga jezika | Abeceda älvdalskoga jezika | Abeceda älvdalskoga jezika | Abeceda älvdalskoga jezika | Abeceda älvdalskoga jezika | Abeceda älvdalskoga jezika | Abeceda älvdalskoga jezika | Abeceda älvdalskoga jezika | Abeceda älvdalskoga jezika | Abeceda älvdalskoga jezika | Abeceda älvdalskoga jezika | Abeceda älvdalskoga jezika |
| -------------------------- | -------------------------- | -------------------------- | -------------------------- | -------------------------- | -------------------------- | -------------------------- | -------------------------- | -------------------------- | -------------------------- | -------------------------- | -------------------------- | -------------------------- | -------------------------- | -------------------------- | -------------------------- | -------------------------- | -------------------------- | -------------------------- | -------------------------- | -------------------------- | -------------------------- | -------------------------- | -------------------------- | -------------------------- | -------------------------- | -------------------------- | -------------------------- | -------------------------- | -------------------------- | -------------------------- | -------------------------- | -------------------------- | -------------------------- | -------------------------- | -------------------------- | -------------------------- |
| Upper case                 | A                          | Ą                          | B                          | C                          | D                          | Ð                          | E                          | Ę                          | F                          | G                          | H                          | I                          | Į                          | J                          | K                          | L                          | M                          | N                          | O                          | P                          | Q                          | R                          | S                          | T                          | U                          | Ų                          | V                          | W                          | X                          | Y                          | Y̨                          | Z                          | Å                          | Ą̊                          | Ä                          | Ö                          |
| Lower case                 | a                          | ą                          | b                          | c                          | d                          | ð                          | e                          | ę                          | f                          | g                          | h                          | i                          | į                          | j                          | k                          | l                          | m                          | n                          | o                          | p                          | q                          | r                          | s                          | t                          | u                          | ų                          | v                          | w                          | x                          | y                          | y̨                          | z                          | å                          | ą̊                          | ä                          | ö                          |

Osim slova korištenih u švedskoj abecedi, älvdalska koristi se slovima s ogonjkom koja označuju nazalne samoglasnike: Ąą, Ęę, Įį, Ųų, Y̨y̨ i Ą̊ą̊. Rabi i slovo Ðð, takozvani eth, za zvučni dentalni frikativ.

## Status jezika
Älvdalski je 2009. godine imao oko 2000 govornika i smatra se ugroženim jezikom. Međutim, švedsku se vladu pritišće da dobije službeni status manjinskog jezika u Švedskoj, što bi podrazumijevalo brojne zaštite i potaknulo korištenje jezika u školama te među piscima i umjetnicima. Švedski parlament trebao je donijeti odluku o tome pitanju još 2007. godine, ali odluka do danas nije donesena unatoč brojnim zahtjevima, pa je tako Vijeće Europe u pet navrata pozvalo švedsku vladu da preispita status älvdalskog. Odbor stručnjaka za Europsku povelju o manjinskim i regionalnim jezicima poslije neuspjelih apela danas potiče švedske vlasti da istraže status älvdalskog neovisnim znanstvenim istraživanjima. Godine 2020. odbor stručnjaka zaključio je da älvdalski ispunjava kriterije Dio II. tipa jezika i zatražio je od švedskih vlasti da u svoje sljedeće periodično izvješće uvrste izvještavanje o njemu kao jeziku obuhvaćenom II. dijelom povelje. Švedska je vlada procijenila da nije potrebno promijeniti status älvdalskog i u svojemu osmomu periodičnom izvješću nije ga pribrojila priznatim manjinskim jezicima Švedske.

### Očuvanje i standardizacija
Ulum Dalska osnovana je 1984. godine s ciljem očuvanja i dokumentiranja älvdalskog jezika. Godine 2005. Ulum Dalska pokrenula je proces čiji je cilj da švedske vlasti službeno priznaju älvdalski kao manjinski jezik.
Råðdjärum je osnovan u kolovozu 2004. godine u sklopu Ulum Dalske s ciljem osmišljanja standardnog pravopisa älvdalskoga. U ožujku 2005. godine novostvoreni je pravopis prihvaćen na godišnjem sastanku. Sam Odbor sastoji se od pet stalnih članova iz jezikoslovne i učiteljske struke.
Nastojeći poduprijeti djecu koja izvorno govore älvdalski, Ulum Dalska djeci koja nakon završetka devetog razreda u švedskome obrazovnom sustavu budu sposobna dokazati da govore älvdalski daju stipendiju od 6000 švedskih kruna.
Digitalna verzija Älvdalskog rječnika Larsa Steenslanda izvorno, objavljena 2010., dostupna je u mrežnom formatu od rujna 2015. godine

## Organizmi nazvani po älvdalskomu
Godine 2015. novi rod Elfdaliana dubokomorskih mekušaca reda Nudibranchia nazvan je prema älvdalskom jeziku. Ta se odluka temelji na osnovnim evolucijskim karakteristikama novootkrivenoga reda koje nikada prije nisu bile zabilježene unutar porodice, upravo kao što je älvdalski očuvao mnoga obilježja staronordijskog jezika.

## Vanjske poveznice
- Ulum Dalska

- Witch hunts, mystics and race cars: inside the weirdest village in Sweden. The Guardian
- In the mists of Älvdalen. Financial Times. Inačica izvorne stranice arhivirana 11. prosinca 2022. Pristupljeno 20. travnja 2013.
- Omniglot: Elfdalian alphabet
- Yair Sapir: Elfdalian, the Vernacular of Övdaln – an article with an outline of Elfdalian (history, background, linguistic features, present
- Guus Kroonen: Fight on to preserve Elfdalian
- The Last Elfdalians, BBC Sounds

- Älvdalsko-engleski rječnik
- Förslag till en enhetlig stavning för älvdalska („Projekt jedinstvenog pravopisa älvdalskoga jezika”).
- Volume of The First Conference on Elfdalian / ovd. Fuost konferensn um övdalskų, with English summaries
- Volume of The Second Conference on Elfdalian / ovd. Oðer råðstemną um övdalskų, with English summaries
- SOFI the Institute for Language and Folklore – Älvdalen
- Mikael Parkvall, Sveriges språk. Vem talar vad och var?. RAPPLING 1. Rapporter från Institutionen för lingvistik vid Stockholms universitet. 2009 , str. 29–72